# Valenzana Calcio 2010-2011
Questa voce raccoglie le informazioni riguardanti la Valenzana Calcio nelle competizioni ufficiali della stagione 2010-2011.

## Rosa
| N. |                   | Ruolo | Calciatore         |
| -- | ----------------- | ----- | ------------------ |
|    | Italia (bandiera) | C     | Angelo Affaticato  |
|    | Italia (bandiera) | C     | Giacinto Allegrini |
|    | Italia (bandiera) | D     | Marco Arrigoni     |
|    | Italia (bandiera) | A     | Thomas Bachlechner |
|    | Italia (bandiera) | D     | Alex Benvenga      |
|    | Italia (bandiera) | C     | Mattia Bovi        |
|    | Italia (bandiera) | D     | Kadir Caidi        |
|    | Italia (bandiera) | C     | Andrea Caponi      |
|    | Italia (bandiera) | A     | Leonardo Cisterni  |
|    | Italia (bandiera) | A     | Simone Corazza     |
|    | Italia (bandiera) | D     | Mattia De Stefano  |
|    | Italia (bandiera) | D     | Mirko Drudi        |
|    | Italia (bandiera) | D     | Dario Forino       |

| N. |                   | Ruolo | Calciatore         |
| -- | ----------------- | ----- | ------------------ |
|    | Italia (bandiera) | A     | Gianluca Franciosi |
|    | Italia (bandiera) | P     | Alberto Frigerio   |
|    | Italia (bandiera) | C     | Carmine Giorgione  |
|    | Italia (bandiera) | P     | Ilario Lamberti    |
|    | Italia (bandiera) | D     | Andrea Montanari   |
|    | Italia (bandiera) | D     | Simone Narducci    |
|    | Italia (bandiera) | C     | Luca Palazzo       |
|    | Italia (bandiera) | C     | Federico Pellè     |
|    | Italia (bandiera) | C     | Alessandro Prandi  |
|    | Italia (bandiera) | C     | Ruben Rebolini     |
|    | Italia (bandiera) | A     | Mattia Ridolfi     |
|    | Italia (bandiera) | P     | Marco Serena       |
|    | Italia (bandiera) | C     | Umberto Uggeri     |